# Liste der Kulturdenkmale in Neuenkirchen (Dithmarschen)
In der Liste der Kulturdenkmale in Neuenkirchen sind alle Kulturdenkmale der schleswig-holsteinischen Gemeinde Neuenkirchen (Dithmarschen) (Kreis Dithmarschen) aufgelistet (Stand: 10. März 2025).

## Legende
In den Spalten befinden sich folgende Informationen:
- Objekt-ID: die Nummer des Kulturdenkmales
- Lage: die Adresse des Kulturdenkmales und die geographischen Koordinaten. Kartenansicht, um Koordinaten zu setzen. In der Kartenansicht sind Kulturdenkmale ohne Koordinaten mit einem roten Marker dargestellt und können in der Karte gesetzt werden. Kulturdenkmale ohne Bild sind mit einem blauen Marker gekennzeichnet, Kulturdenkmale mit Bild mit einem grünen Marker.
- Offizielle Bezeichnung: Bezeichnung des Kulturdenkmales
- Beschreibung: die Beschreibung des Kulturdenkmales
- Bild: ein Bild des Kulturdenkmales

## Sachgesamtheiten
| Objekt-ID      | Lage                                      | Offizielle Bezeichnung | Beschreibung | Bild                             |
| -------------- | ----------------------------------------- | ---------------------- | --- | -------------------------------- |
| 40551 Wikidata | Karkenweg 7 (54° 14′ 12″ N, 8° 59′ 24″ O) | Kirche St. Jakobi      | Aktualisierung vorgesehen - Begründung: geschichtlich, künstlerisch, städtebaulich, Kulturlandschaft prägend - Schutzumfang: Kirche St. Jacobi mit Ausstattung, Kirchhof, Kirchhofsmauern mit Pforten, Grabmale bis 1870, Gruftanlage nördlich der Kirche | weitere Fotos \| Fotos hochladen |

## Bauliche Anlagen
| Objekt-ID     | Lage                                                | Offizielle Bezeichnung            | Beschreibung | Bild                             |
| ------------- | --------------------------------------------------- | --------------------------------- | --- | -------------------------------- |
| 3438 Wikidata | Karkenweg 7 (54° 14′ 12″ N, 8° 59′ 23″ O)           | Kirche St. Jakobi mit Ausstattung | Alteintragung (Aktualisierung vorgesehen) - Begründung: geschichtlich, künstlerisch, städtebaulich - Schutzumfang: gesamtes Objekt - Denkmaltyp: Bauliche Anlage, Sachgesamtheit: Kirche St. Jacobi | weitere Fotos \| Fotos hochladen |
| 2622 Wikidata | Tiebenseer Straße 41 B (54° 12′ 40″ N, 9° 1′ 36″ O) | Wohn- und Wirtschaftsgebäude      | Wohn- und Wirtschaftsgebäude; 1923, von August Witt; in Außerortslage errichteter zweigeschossiger, ziegelsichtiger Wohnbau mit Blendbogengliederung und Walmdach über Sockelgeschoss aus Zyklopenwerk; über eingeschossigen Verbindungsbau verknüpfte, queranliegende, zweigeschossige Stallscheune über neun Achsen mit Satteldach, Rundbogenfenstern und großen Ladeluken im Obergeschoss - Begründung: geschichtlich, künstlerisch, städtebaulich - Schutzumfang: Wohn- und Wirtschaftsgebäude, - Denkmaltyp: Bauliche Anlage | BW                               |

## Gründenkmale
| Objekt-ID      | Lage                                      | Offizielle Bezeichnung | Beschreibung | Bild                             |
| -------------- | ----------------------------------------- | ---------------------- | --- | -------------------------------- |
| 19620 Wikidata | Karkenweg 7 (54° 14′ 13″ N, 8° 59′ 22″ O) | Kirchhof               | Alteintragung (Aktualisierung vorgesehen) - Begründung: geschichtlich, Kulturlandschaft prägend - Schutzumfang: Kirchhof, Kirchhofsmauern mit Pforten, Grabmale bis 1870, Gruftanlage nördlich der Kirche - Denkmaltyp: Gründenkmal, Sachgesamtheit: Kirche St. Jacobi | weitere Fotos \| Fotos hochladen |

## Quelle
- Liste der Kulturdenkmale in Schleswig-Holstein – Kreis Dithmarschen (PDF)

- Karte mit allen Koordinaten:
- OSM |
- WikiMap